# Ljótu Hálfvitarnir
 (novembre 2023).
Ljótu Hálfvitarnir est un groupe islandais de pop folk composé de neuf musiciens.

## Histoire
Le groupe se compose de neuf musiciens qui jouent de « la pop folk idiote sous emprise de bière » selon la description d'un membre. Les prémices de sa formation remontent à 1997 où trois membres ont formé un trio baptisé Ljóta Hávvitarnir. Cependant, le groupe Ripp, Rapp et Garfunkel a fusionné avec Ljóta Hávvitarnir en 2006, et c'est cette année qui est considérée comme l'année de la formation du groupe,. 
Le groupe compte six albums, dont le premier, éponyme, est sorti en 2007. Ils sortent trois autres albums éponymes en 2009, 2010, et 2013. Entretemps en 2009, le groupe participe à la 11e édition du festival Músík í Mývatnssvei qui se tient à Mývatn, dans la région nord-est de l'Islande. En 2020, ils sortent un nouvel album, Hótel Edda, composé de douze chansons.

## Membres
- Arngrímur Arnarson - chant, instruments
- Ármann Guðmundsson - chant, instruments
- Baldur Ragnarsson - chant, instruments
- Eggert Hilmarsson - chant, instruments
- Guðmundur Svafarsson - chant, instruments
- Oddur Bjarni Þorkelsson - chant, instruments
- Snæbjörn Ragnarsson - chant, instruments
- Sævar Sigurgeirsson - chant, instruments
- Þorgeir Tryggvason - chant, instruments

## Discographie
- 2007 : Ljótu Hálfvitarnir
- 2009 : Ljótu Hálfvitarnir
- 2010 : Ljótu Hálfvitarnir
- 2013 : Ljótu Hálfvitarnir
- 2015 : Hrísey
- 2020 : Hótel Edda